# Delage Type FC

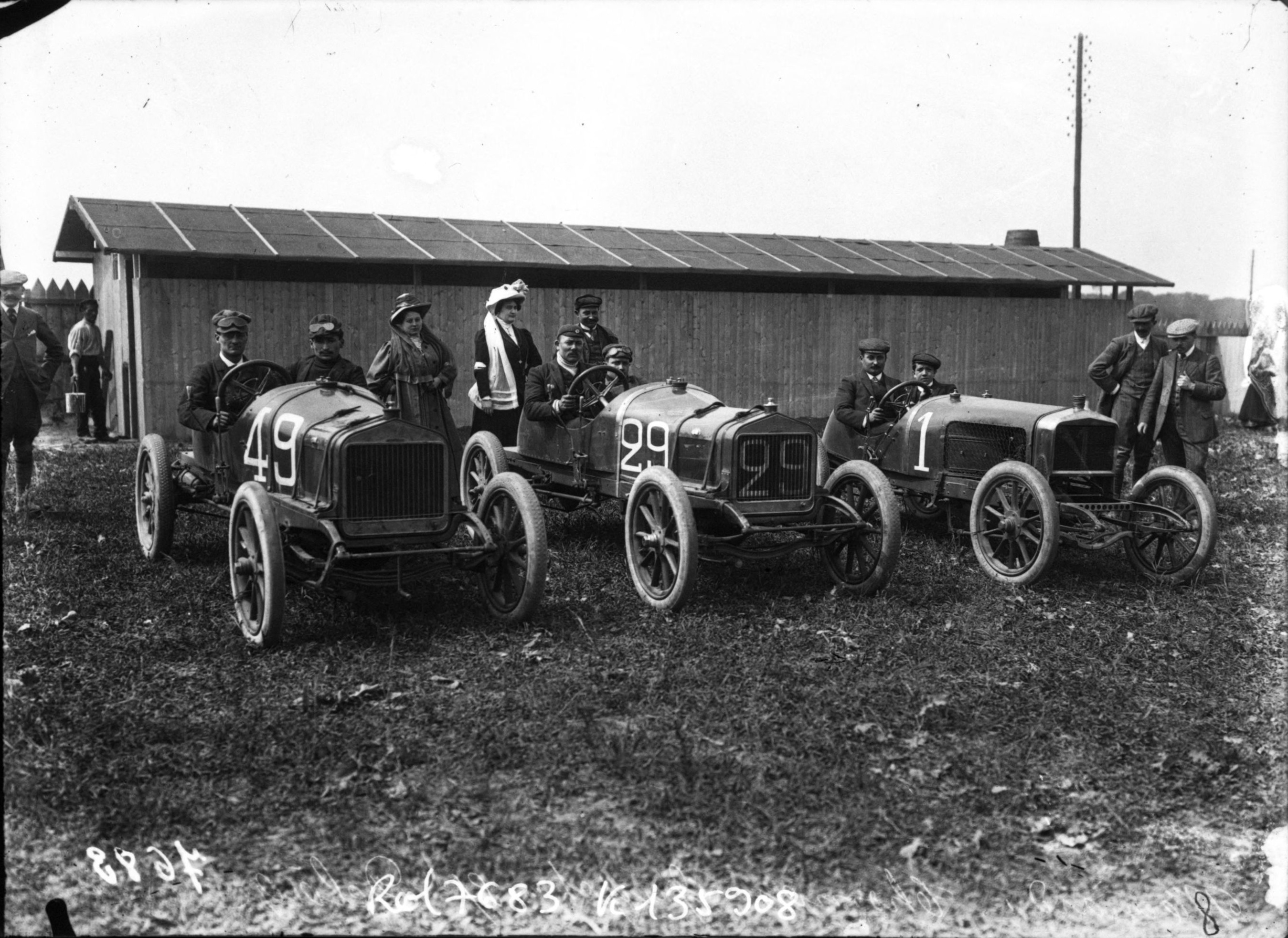
Zwei Delage Type FC (links) sowie der siegreiche Delage Type ZC (rechts) bei einem Autorennen 1908

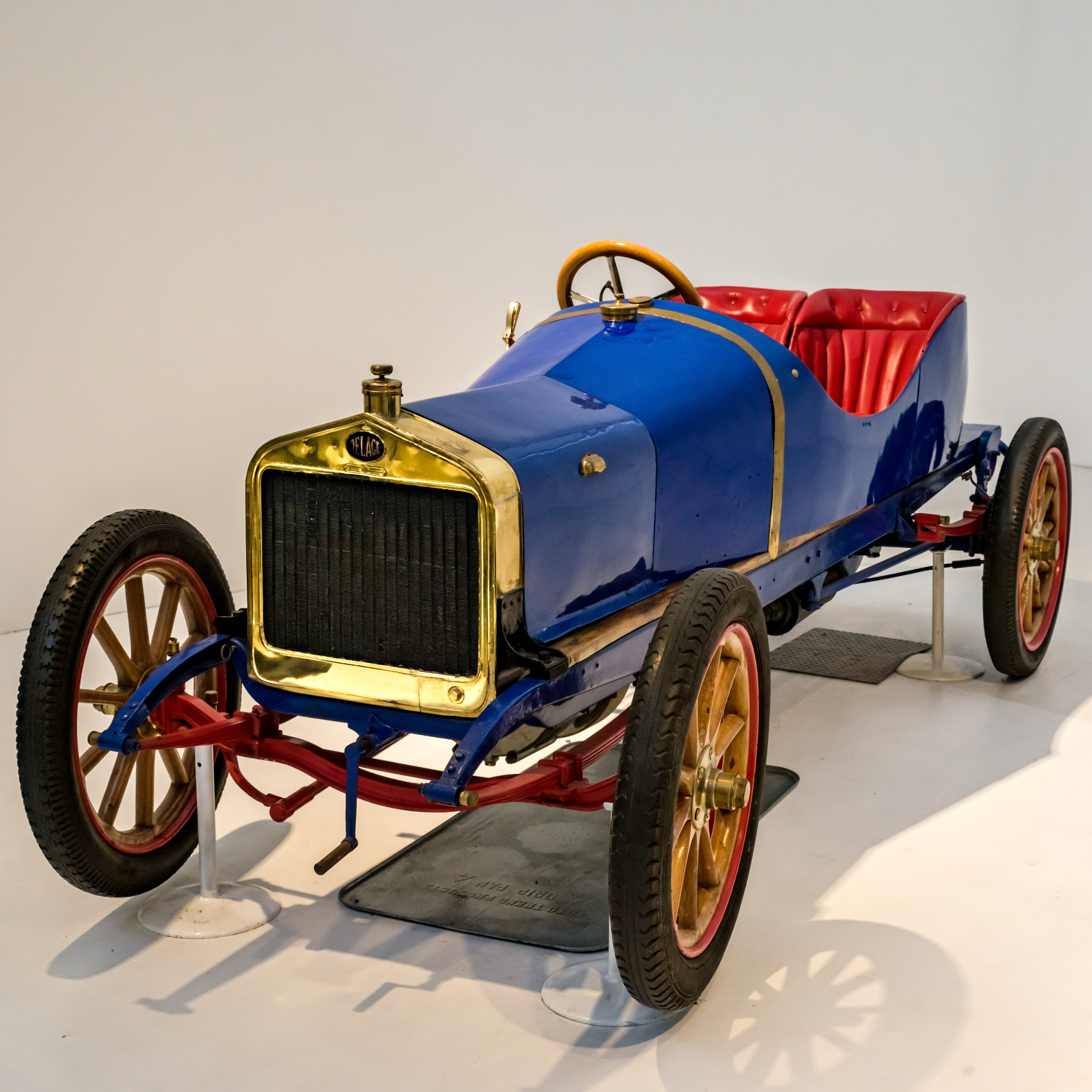
Dies ist entweder ein Delage Type F oder ein Delage Type FC

Der Delage Type FC war ein Rennwagen der französischen Marke Delage.

## Beschreibung
Das Modell war eine Weiterentwicklung der Sportausführung des Delage Type F. Die nationale Zulassungsbehörde prüfte das Fahrzeug mit der Fahrgestellnummer 500 und dem Motor 22.903 und erteilte am 19. Juni 1908 die Genehmigung. Delage setzte das Fahrzeug nur 1908 ein. Nachfolger wurde der Delage Type ZC.
Ein Einzylindermotor von De Dion-Bouton trieb die Fahrzeuge an. Er hatte 100 mm Bohrung und 160 mm Hub. Das ergab 1257 cm³ Hubraum. Der Motor war mit 15 Cheval fiscal eingestuft und leistete 24 bis 25 PS.
Das Fahrgestell hatte 1120 mm Spurweite und 2550 mm Radstand. Das Leergewicht war mit 880 kg angegeben. Die Höchstgeschwindigkeit betrug etwa 90 km/h.
Insgesamt entstanden vier Fahrzeuge.

## Renneinsätze
Am 6. Juli 1908 wurden einige Fahrzeuge beim Grand Prix de Voiturettes in Dieppe eingesetzt. Das Team René Thomas/Houlet wurde Fünfter, Lucas/Louis Chenard Zwölfter. Sieger wurde das Team Albert Guyot/Reyrol auf einem Delage Type ZC.